# Јанош Гереч
Јанош Гереч (мађ. Göröcs János; Гант, 8. мај 1939 — Будимпешта, 23. фебруар 2020) је био мађарски фудбалер. Играо је за клуб Ујпешти Дожа на позицијама нападача и везног играча, а касније је играо и за Татабања Бањас. За фудбалску репрезентацију Мађарске одиграо је 62 утакмице и постигао је 19 голова.
Гереч је рођен у Ганту. Био је најпознатији по учешћу у репрезентацији Мађарске која је освојила бронзану медаљу на Летњим олимпијским играма 1960. и по игрању на Светском првенству 1962. године. Касније је постао тренер Ујпешта.